# Stew-Roids
Stew-Roids («Стью-роиды») — тринадцатая серия седьмого сезона мультсериала «Гриффины». Премьерный показ состоялся 26 апреля 2009 года на канале FOX.

## Сюжет
Гриффины приглашены на барбекю у Суонсонов. Там между детьми (Стьюи и Сьюзи) вспыхивает драка, победителем из которой выходит девочка. После этого позора Питер отправляет Стьюи «подкачаться» в спортзал (Quahog Boxing Gym), где принудительно вкалывает ему стероиды. Малышу нравится его «подъём сил», и очень скоро он обретает невероятную физическую форму. Узнав об этом, Лоис и Брайан приходят в шок. Стьюи начинает доминировать над Брайаном и притеснять его в собственном доме. Однако вскоре действие стероидов заканчивается, и однажды утром Стьюи просыпается с обвисшей кожей от бывших мышц, и теперь Брайан мстит ему за всё.
Тем временем школьной красавице Конни Д’Амико надоедают все мальчики, с которыми она встречалась, и она решает осчастливить какого-нибудь неудачника, и её выбор падает на Криса. К своему удивлению, она серьёзно влюбляется в Криса и отправляется к нему домой на ужин знакомиться с родителями. Вскоре в доме Гриффинов намечается вечеринка, организованная Крисом и Конни, но Мег, живущая там, на неё не приглашена.
На вечеринке Крис зазнаётся, и, не обращая внимания на Конни, флиртует с другими девушками, а потом и вовсе прогоняет её. В итоге Конни теряет свою популярность в школе. За помощью она обращается к Мег, и та, после некоторого колебания, готова помочь ей «опустить Криса на землю». На школьном собрании они демонстрируют видеозапись «мастурбационного» поведения Криса в своей комнате, после чего Конни снова становится «самой крутой в школе», а Крис и Мег возвращаются на позиции «неудачников».

## Создание
Автор сценария: Алек Салкин
Режиссёр: Джерри Лэнгфорд
Композитор: Рон Джоунс
Приглашённые знаменитости: Вентворт Миллер
Премьеру эпизода посмотрели 6 800 000 зрителей; 4 % американских семей; в момент трансляции премьеры 6 % телевизоров США были переключены на канал FOX.

## Критика
- Регулярный критик (IGN, обозреватель Ахсан Хак) принял эпизод положительно, особо отметив сюжетную линию, посвящённую Крису и Стьюи, но в то же время упомянул однообразные, повторяющиеся шутки об унижении Мег (Chris’s storyline is engaging from start to finish and praising Stewie’s temporary build as a «hysterical visual», but the staleness of Meg’s continued poor treatment and the overall condensed feel of Stewie’s story)[3].
- Неприемлющий «Гриффинов» критик Телевизионный совет родителей в очередной раз наградил премьеру званием «Худшее шоу недели», заявив, что «шутки были сырыми и неинтересными, врезки были скучными и неоригинальными, присутствовало бесконечное пародирование сериалов „Отцу виднее“, „Семейка Брэди“ и „Семейные узы“» (the episode had crude jokes, tiresome pop culture cutaways and its conceit that its content is original. As a story, this plot has been done to death — and done better — on shows ranging from «Father Knows Best» to «The Brady Bunch» to «Family Ties». Apparently, originality is not a requirement for writers on «Family Guy»)[4].